# Csúcsmező
Csúcsmező (Poiana) település Romániában, a Partiumban, Arad megyében.

## Fekvése
Vaskohtól délre fekvő település.

## Története
Csúcsmező nevét 1510-ben említette először oklevél Polyana néven. 1697-ben és 1808-ban Pojána, 1913-ban Csúcsmező néven írták.
1553-ban Pojána Suraklini Petrovics Péter szerzett birtoka volt.
1910-ben 457 görögkeleti román lakosa volt.
A trianoni békeszerződés előtt Arad vármegye Nagyhalmágyi járásához tartozott.

## Nevezetesség
- 18. századi ortodox fatemplom[2]